# Hyfer

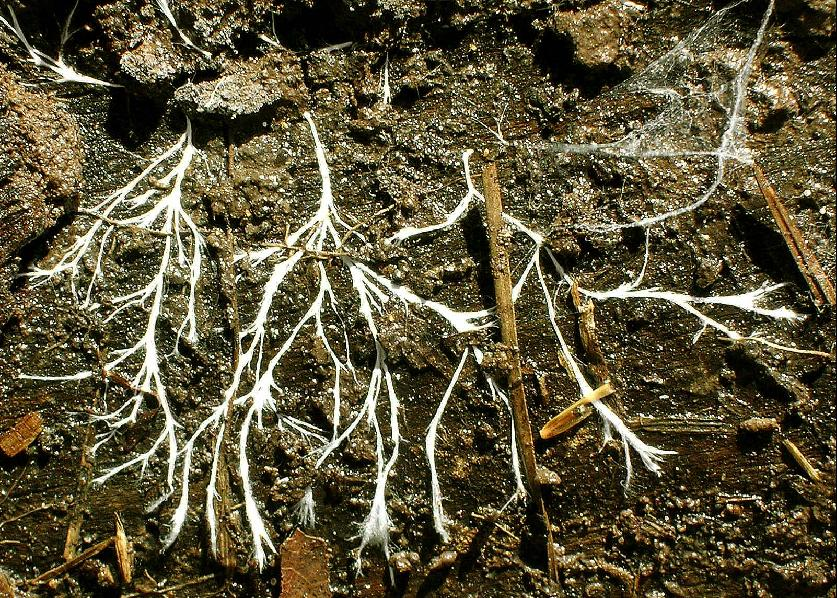
Hyfer

Hyfer är de flesta svampars byggstenar. De är små tunna celltrådar. Hyfer är oftast fleråriga och ofärgade. Hos de flesta svampar i skogen brukar hyferna bilda stora nät, mycel, under marken. Hyfers uppgift är att ta upp näring och hjälpa till med förökning. Hyfer avsöndrar enzymer som bryter ner organiskt material som till exempel blad och trädgrenar till näring i lös form som svampen kan ta upp.
Hyfer kan vara enkla, grenade eller sammanvuxna. De växer bara i sin yttersta spets. Tillväxten sker genom en plasmaström, något som har få likheter hos andra organismer.
I hyfernas väggar finns kitin, ett ämne som även ingår i insekternas yttre skelett. Hyfer har tvärväggar som kallas septa, här finns oftast en por. Denna por kan ha en komplicerad uppbyggnad.
Vissa hyfer växer in i växters levande rötter, en symbios av detta slag kallas mykorrhiza.